# Гарсиа, Габи
Габи Гарсиа (порт. Gabi Garcia; род. 17 ноября 1985, Порту-Алегри) — бразильский боец ММА, 9-кратная чемпионка мира по бразильскому джиу-джитсу, 11-кратная чемпионка мира по пан-джиу-джитсу и 4-кратная чемпионка мира по грэпплингу по версии ADCC. Одна из самых успешных бойцов ММА среди женщин и член Зала славы «Международной федерации бразильского джиу-джитсу». В декабре 2021 года официально заявила, что уходит из соревнований «Международной федерации бразильского джиу-джитсу».

## Ранний период жизни
Родилась 17 ноября 1985 года в Порту-Алегри, Риу-Гранди-ду-Сул, Бразилия. В раннем и среднем подростковом возрасте занималась спортом, включая волейбол, гандбол и хоккей на траве. В 13 лет вместе с семьёй переехала в Сан-Паулу. Примерно в этом же возрасте дядя стал тренировать её навыкам джиу-джитсу. Прежде чем полностью посвятить себя карьере в джиу-джитсу, проходила обучение на последнем университетском курсе по маркетингу.

## Джиу-джитсу и грэпплинг
Тренировалась в Сан-Паулу с Фабиу Гургелем в команде Alliance, где она выиграла четыре чемпионата по версии ADCC и девять чемпионатов мира по джиу-джитсу.
На чемпионате мира по джиу-джитсу 2013 года была дисквалифицирована, когда у неё был выявлен положительный результат теста на препарат от бесплодия кломифен, который находится в запрещенном списке USADA. После рассмотрения дела была признана невиновной, дисквалификация отменена, и она сохранила право на участие в соревнованиях.
В 2019 году стала первой женщиной, выигравшей четыре золотые медали по версии ADCC, в финале выступала против Карины Санти.
В 2021 году, после боя в Who’s Number One (WNO) против Натили Де Хесус, вызвала на бой Гордона Райана. Медалист по версии ADCC Крейг Джонс устно согласился сразиться с ней в межгендерном матче, но бой не состоялся.
На чемпионате мира «Международной федерации бразильского джиу-джитсу» в 2021 году впервые в своей карьере получила чёрный пояс, и по завершении соревнований заявила о прекращении карьеры в бразильском джиу-джитсу.
Затем снова выступила на чемпионате мира по версии ADCC 2022 года в весовой категории свыше 60 кг. Одержала победу над Никки Ллойд-Гриффитс в первом раунде, но затем проиграла Эми Кампо по очкам в полуфинале. Получила бронзовую медаль после того, как Кендалл Ройзинг выбыла из-за травмы во время боя и не смогла продолжать участвовать в соревнованиях.
30 марта 2023 года получила чёрный пояс по дзюдо.

## Смешанные боевые искусства
Появилась в качестве приглашенного тренера Вандерлея Силвы на The Ultimate Fighter: Brazil 3.
В 2014 году должна была выступить против Мегуми Ябуситы на японском промоушене Real Fight Championship. Однако этот бой не состоялся.
Затем должна была дебютировать в ММА с Jungle Fight в марте 2015 года. Однако и этот бой не состоялся.
6 ноября 2015 года во время Bellator 145 было объявлено, что 31 декабря 2015 года встретится с Лей’Д Тапой за команду Rizin Fighting Federation.
Должна была выступить против Синобу Кандори 29 декабря 2017 года на турнире Rizin World Grand Prix 2017: 2nd Round, но бой был отменен, из-за того, что Габи Гарсиа скинула вес на 28 фунтов.
Провела бой против Барбары Непомучено на турнире Rizin 31 декабря 2018 года в поединке в промежуточном весе до 226 фунтов.
В 2023 году объявила, что вернется в профессиональные соревнования ММА и будет выступать в весовой категории до 195 фунтов.

## Шутбоксинг
Дебютировала в шутбоксинге 7 июля 2017 года, когда провела бой с Мегуми Ябуситой на турнире Shoot Boxing Girl’s S-Cup 2017. Бой был объявлен несостоявшимся после того, как она дважды пнула Мегуми Ябуситу, когда та уже лежала на полу.

## Личная жизнь
Замужем за Бруну Алмейдой, но 30 мая 2023 года публично обвинила его в мошенничестве, финансовых злоупотреблениях и физическом насилии.

## Статистика выступлений в ММА
| Боёв 7          | Побед 6 | Поражений 0 |
| --------------- | ------- | ----------- |
| Нокаутом        | 2       | 0           |
| Сдачей          | 4       | 0           |
| Не состоявшихся | 1       | 1           |

| Результат      | Рекорд  | Соперник           | Способ             | Турнир                     | Дата             | Раунд | Время | Место           | Примечание                                                  |
| -------------- | ------- | ------------------ | ------------------ | -------------------------- | ---------------- | ----- | ----- | --------------- | ----------------------------------------------------------- |
| Победа         | 6-0 (1) | Барбара Непомучено | Приём борьбы       | Rizin Fighting Federation  | 31 декабря 2018  | 1     | 2:35  | Сайтама, Япония |                                                             |
| Победа         | 5-0 (1) | Вероника Футина    | Приём борьбы       | Road Fighting Championship | 12 мая 2018      | 1     | 3:49  | Пекин, Китай    |                                                             |
| Бой остановлен | 4-0 (1) | Оксана Гаглоева    | Повреждение глаза  | Rizin Fighting Federation  | 30 июля 2017     | 1     | 0:14  | Сайтама, Япония | Оксана Гаглоева не смогла продолжать бой после травмы глаза |
| Победа         | 4-0     | Юмико Хотта        | Технический нокаут | Rizin Fighting Federation  | 31 декабря 2016  | 1     | 0:41  | Сайтама, Япония |                                                             |
| Победа         | 3-0     | Дестани Ярбро      | Приём борьбы       | Rizin Fighting Federation  | 25 сентября 2016 | 1     | 2:42  | Сайтама, Япония |                                                             |
| Победа         | 2-0     | Анна Малюкова      | Приём борьбы       | Rizin Fighting Federation  | 17 апреля 2016   | 2     | 2:04  | Нагоя, Япония   |                                                             |
| Победа         | 1-0     | Лей’Д Тапа         | Технический нокаут | Rizin Fighting Federation  | 31 декабря 2015  | 1     | 2:36  | Сайтама, Япония |                                                             |